# كونو (أوهايو)
كونو، أوهايو

كونو (بالإنجليزية: Conneaut)‏ هي مدينة أمريكية تقع في ولاية أوهايو. تبلغ مساحة هذه المدينة 68.5 (كم²)،ويبلغ عدد سكانها 12841 نسمة حسب إحصاء سنة 2010 م 12841.

## التركيبة السكانية
قام مكتب تعداد الولايات المتحدة بتحديد بيانات التركيبة السكانية لكونو في تعداد الولايات المتحدة. في ما يلي، التركيبة السكانية حسب تعدادي 2000 و2010.

### تعداد عام 2000
بلغ عدد سكان كونو 12,485 نسمة بحسب تعداد عام 2000، وبلغ عدد الأسر 5,038 أسرة وعدد العائلات 3,410 عائلة مقيمة في المدينة. في حين سجلت الكثافة السكانية 473.4 نسمة لكل ميل مربع (182.8/كم2). وبلغ عدد الوحدات السكنية 5,710 وحدة بمتوسط كثافة قدره 216.5 نسمة لكل ميل مربع (83.6/كم2).
وتوزع التركيب العرقي للمدينة بنسبة 0.18% من الأمريكيين الأصليين و 0.47% من الأمريكيين ذوي الأصول الآسيوية و 0.05% من سكان جزر المحيط الهادئ و 1.61% من عرقين مختلطين أو أكثر.
بلغ عدد الأسر 5,038 أسرة كانت نسبة 30.4% منها لديها أطفال تحت سن الثامنة عشر تعيش معهم، وبلغت نسبة الأزواج القاطنين مع بعضهم البعض 52.3% من أصل المجموع الكلي للأسر، ونسبة 11.4% من الأسر كان لديها معيلات من الإناث دون وجود شريك، وكانت نسبة 32.3% من غير العائلات. تألفت نسبة 27.9% من أصل جميع الأسر من أفراد ونسبة 13.5% كانوا يعيش معهم شخص وحيد يبلغ من العمر 65 عاماً فما فوق. وبلغ متوسط حجم الأسرة المعيشية 2.98، أما متوسط حجم العائلات فبلغ 2.45.
بلغ العمر الوسطي للسكان 38 عاماً. وكانت نسبة 25.2% من القاطنين تحت سن الثامنة عشر، وكانت نسبة 7.7% بين الثامنة عشر والأربعة وعشرون عاماً، ونسبة 27.5% كانت واقعةً في الفئة العمرية ما بين الخامسة والعشرون حتى والأربعة وأربعون عاماً، ونسبة 22.4% كانت ما بين الخامسة والأربعون حتى الرابعة والستون، ونسبة 17.2% كانت ضمن فئة الخامسة والستون عاماً فما فوق. يوجد لكل 100 أنثى 94.2 ذكر، ويوجد لكل 100 أنثى في الثامنة عشر من عمرها فما فوق 89.4 ذكر.
بلغ متوسط دخل الأسرة في المدينة 31,717 دولار، أما متوسط دخل العائلة فبلغ 37,955 دولار. وكان متوسط دخل الذكور 31,964 دولار مقابل 21,198 دولار للإناث. وسجل دخل الفرد الخاص بالمدينة 14,703 دولار. وكانت نسبة 10.7% من العائلات ونسبة 13.0% من السكان تحت خط الفقر، وكان من هؤلاء نسبة 20.3% تحت سن الثامنة عشر ونسبة 9.1% في الخامسة والستين من العمر وما فوق.

### تعداد عام 2010
بلغ عدد سكان كونو 12,841 نسمة بحسب تعداد عام 2010، وبلغ عدد الأسر 4,740 أسرة وعدد العائلات 3,034 عائلة مقيمة في المدينة. في حين سجلت الكثافة السكانية 487.1 نسمة لكل ميل مربع (188.1/كم2). وبلغ عدد الوحدات السكنية 5,702 وحدة بمتوسط كثافة قدره 216.3 لكل ميل مربع (83.5/كم2).
وتوزع التركيب العرقي للمدينة بنسبة 89.8% من البيض و 0.2% من الأمريكيين الأصليين و 0.4% من الأمريكيين ذوي الأصول الآسيوية و 7.5% من الأمريكيين الأفارقة و 1.8% من عرقين مختلطين أو أكثر.
بلغ عدد الأسر 4,740 أسرة كانت نسبة 29.2% منها لديها أطفال تحت سن الثامنة عشر تعيش معهم، وبلغت نسبة الأزواج القاطنين مع بعضهم البعض 44.2% من أصل المجموع الكلي للأسر، ونسبة 14.2% من الأسر كان لديها معيلات من الإناث دون وجود شريك، بينما كانت نسبة 5.7% من الأسر لديها معيلون من الذكور دون وجود شريكة وكانت نسبة 36.0% من غير العائلات. وبلغ متوسط حجم الأسرة المعيشية 2.90، أما متوسط حجم العائلات فبلغ 2.37.
بلغ العمر الوسطي للسكان 39.6 عاماً. وكانت نسبة 20.2% من القاطنين تحت سن الثامنة عشر، وكانت نسبة 9.2% بين الثامنة عشر والأربعة وعشرون عاماً، ونسبة 28.2% كانت واقعةً في الفئة العمرية ما بين الخامسة والعشرون حتى والأربعة وأربعون عاماً، ونسبة 26.5% كانت ما بين الخامسة والأربعون حتى الرابعة والستون، ونسبة 15.7% كانت ضمن فئة الخامسة والستون عاماً فما فوق. وتوزع التركيب الجنسي للسكان بنسبة 54.4% ذكور و45.6% إناث.